# 해창이
해창이(1982년 ~)는 대한민국의 가수다.

## 방송
- 내 생애 마지막 오디션 (2012) - 29위

## 음반
- 남자 아이가 (2020)

## 수상
- 전국 청소년댄스대회 우승 (1998)
- 용두산공원 힙합 페스티벌 우승 (1998)